# Il professionista (film)
Il professionista (Harry in Your Pocket) è un film del 1973 diretto da Bruce Geller.
È una commedia d'azione statunitense con James Coburn, Michael Sarrazin, Walter Pidgeon e Trish Van Devere.

## Trama
Alla stazione di Seattle, Ray, un giovane borseggiatore, viene notato in azione dalla giovane Sandy. Ruba inoltre l'orologio alla ragazza, che lo prega di restituirglielo. Inizia così la loro storia d'amore e una breve collaborazione finché, in seguito a un consiglio, i due si presentano a due pickpocket professionisti, Harry e il suo vecchio amico Casey. Dopo le iniziali reticenze degli esperti borseggiatori, vengono accolti nel loro gruppo. Nonostante la sostanziale inesperienza dei giovani, i furti procedono bene: Casey individua la preda, uno tra Sandy e Ray la distrae e Harry, il capo, le sfila il passaporto, per poi consegnarlo a Casey con la mediazione dei ragazzi.
I quattro cambiano spesso città per ridurre il rischio di essere arrestati. Partono per Victoria, in Canada, poi per Salt Lake City, dimorando nei migliori alberghi. Nel frattempo, Ray comincia a voler essere qualcosa più di un semplice aiutante, geloso inoltre per le attenzioni che Harry rivolge a Sandy. Si fa così impartire lezioni da Casey e comincia ad agire in prima persona, assistito dalla sola Sandy. Quando Harry lo scopre e trova la sua stanza d'albergo tappezzata di foto rinvenute nei vari portafogli, si infuria, avviando un litigio con Ray.
Tornata la calma, la banda riprende le sue operazioni, finché, a Salt Lake City, un maldestro errore di Ray fa arrestare Casey in flagrante. La situazione del vecchio peggiora quando gli viene rinvenuta addosso cocaina. Harry, affranto, prova a tirare l'amico fuori di galera, ma servono molti soldi. Con i due complici rimasti, allora, tenta il colpo grosso con gli spettatori di un concorso ippico. La polizia però, dopo l'arresto di Casey, è sulle tracce di Harry. Questi, a un certo punto, nota la presenza dei poliziotti; anziché consegnare a Ray quanto ha appena rubato, prova a raggiungere un cestino per eliminare le prove ma viene tratto in arresto. Sandy e Ray, che Harry ha quindi salvato dal carcere, lo guardano allontanarsi, in manette.

## Produzione
Il film, diretto da Bruce Geller (il suo unico film cinematografico come regista) su una sceneggiatura di James D. Buchanan e Ronald Austin, fu prodotto dallo stesso Geller per la Cinema Video Services e girato negli Stati Uniti (Seattle e Salt Lake City) e in Canada (Victoria). Il titolo di lavorazione fu Harry Never Holds (secondo Hollywood Reporter il film fu redistribuito con questo titolo in tre sale dall'8 maggio 1974).
Consulente tecnico della produzione fu Tony Giorgio, un noto prestigiatore e illusionista. Giorgio interpreta anche una piccola parte nel ruolo di un detective nell'hotel di Seattle. Il sindaco di Seattle Wesley Uhlman (in carica dal 1969 al 1977) appare in un breve cameo. Il brano della colonna sonora Day by Day by Day, cantato da Josh Adams, fu composto da Bruce Geller (parole) e Lalo Schifrin (musica).

## Distribuzione
Il film fu distribuito con il titolo Harry in Your Pocket negli Stati Uniti dal 23 settembre 1973 (première a Seattle, Washington e Salt Lake City il 17 agosto) al cinema dalla United Artists.
Altre distribuzioni:
- in Spagna il 4 marzo 1974 (Madrid)
- in Svezia il 28 marzo 1974
- in Finlandia il 3 maggio 1974
- in Germania Ovest l'8 luglio 1978 (in TV)
- in Italia (Il professionista)

## Critica
Secondo il Morandini il film può vantare "un bel quartetto per una gradevole commedia a finale amarognolo". Morandini segnala inoltre l'interpretazione di Pidgeon.

## Promozione
Le tagline sono:
- "He's The World's Greatest "Cannon"!".
- "If you only have eyes for her... If you just bumped into a stranger... If suddenly you develop sex appeal... You've got... "Harry In Your Pocket!"".